# Kabinett Pleven II

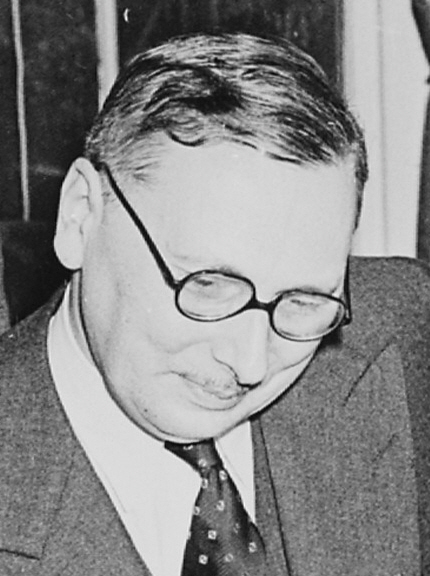
René Pleven war zwischen 1951 und 1952 Premierminister

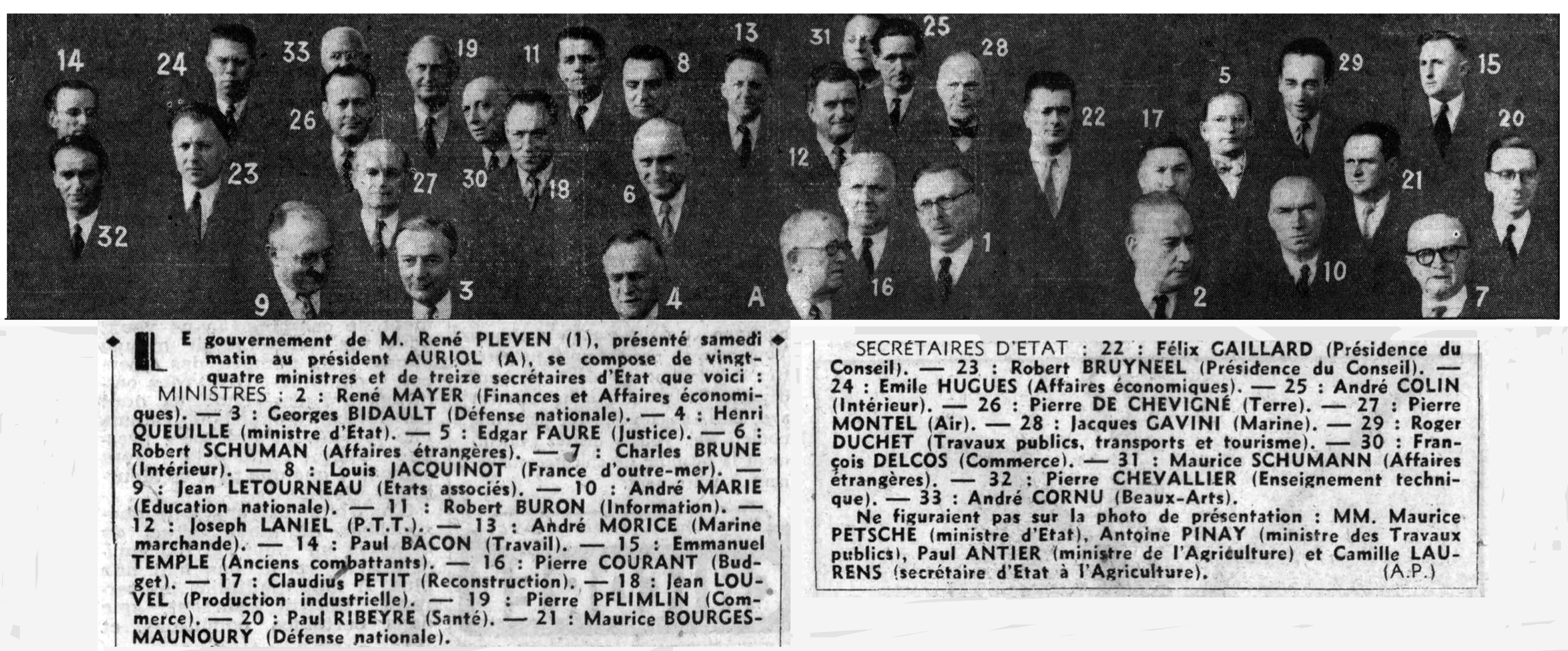
Kabinett Pleven August 1951 (A.P.)

Das zweite Kabinett Pleven wurde in Frankreich am 11. August 1951 von Premierminister René Pleven während der Amtszeit von Staatspräsident Vincent Auriol gebildet und löste das Kabinett Queuille III ab. Am 20. Januar 1952 wurde das Kabinett vom Kabinett Faure I abgelöst. Dem Kabinett gehörten Vertreter von Union démocratique et socialiste de la Résistance (UDSR), Parti républicain, radical et radical-socialiste (PRS), Centre national des indépendants et paysans (CNI) und Mouvement républicain populaire (MRP) an.

## Minister
Dem Kabinett gehörten folgende Minister an:
| Amt                                                              | Name                          | Beginn der Amtszeit               | Ende der Amtszeit                  |
| ---------------------------------------------------------------- | ----------------------------- | --------------------------------- | ---------------------------------- |
| Premierminister                                                  | René Pleven                   | 11. August 1951                   | 20. Januar 1952                    |
| Staatsminister                                                   | Henri Queuille                | 11. August 1951                   | 20. Januar 1952                    |
| Staatsminister                                                   | Maurice Petsche Joseph Laniel | 11. August 1951 4. Oktober 1951   | 16. September 1951 20. Januar 1952 |
| Staatsminister, Minister für Beziehungen zu assoziierten Staaten | Jean Letourneau               | 11. August 1951                   | 20. Januar 1952                    |
| Vize-Premierminister                                             | Georges Bidault               | 11. August 1951                   | 20. Januar 1952                    |
| Vize-Premierminister                                             | René Mayer                    | 11. August 1951                   | 20. Januar 1952                    |
| Siegelbewahrer, Justizminister                                   | Edgar Faure                   | 11. August 1951                   | 20. Januar 1952                    |
| Außenminister                                                    | Robert Schuman                | 11. August 1951                   | 20. Januar 1952                    |
| Innenminister                                                    | Charles Brune                 | 11. August 1951                   | 20. Januar 1952                    |
| Minister für nationale Verteidigung                              | Georges Bidault               | 11. August 1951                   | 20. Januar 1952                    |
| Beigeordneter Minister für nationale Verteidigung                | Maurice Bourgès-Maunoury      | 11. August 1951                   | 20. Januar 1952                    |
| Minister für Finanzen und Wirtschaft                             | René Mayer                    | 11. August 1951                   | 20. Januar 1952                    |
| Haushaltsminister                                                | Pierre Courant                | 11. August 1951                   | 20. Januar 1952                    |
| Minister für nationale Bildung                                   | André Marie                   | 11. August 1951                   | 20. Januar 1952                    |
| Minister für öffentliche Arbeiten, Verkehr und Tourismus         | Antoine Pinay                 | 11. August 1951                   | 20. Januar 1952                    |
| Minister für Industrie und Handel                                | Jean-Marie Louvel             | 11. August 1951                   | 20. Januar 1952                    |
| Minister für Außenhandel und Außenwirtschaftsbeziehungen         | Pierre Pflimlin               | 11. August 1951                   | 20. Januar 1952                    |
| Landwirtschaftsminister                                          | Paul Antier Camille Laurens   | 11. August 1951 21. November 1951 | 21. November                       |
| Minister für die Überseegebiete                                  | Louis Jacquinot               | 11. August 1951                   | 20. Januar 1952                    |
| Minister für Arbeit und soziale Sicherheit                       | Paul Bacon                    | 11. August 1951                   | 20. Januar 1952                    |
| Minister für Wiederaufbau und Stadtplanung                       | Eugène Claudius-Petit         | 11. August 1951                   | 20. Januar 1952                    |
| Minister für Veteranen und Kriegsopfer                           | Emmanuel Temple               | 11. August 1951                   | 20. Januar 1952                    |
| Minister für öffentliche Gesundheit und Bevölkerung              | Paul Ribeyre                  | 11. August 1951                   | 20. Januar 1952                    |
| Minister für Post, Telefonie und Telegrafie                      | Joseph Laniel Roger Duchet    | 11. August 1951 4. Oktober 1951   | 4. Oktober 1951 20. Januar 1952    |
| Minister für die Handelsmarine                                   | André Morice                  | 11. August 1951                   | 20. Januar 1952                    |
| Informationsminister                                             | Robert Buron                  | 11. August 1951                   | 20. Januar 1952                    |